# Карассо, Даниэль
Даниель Карассо (фр. Daniel Carasso; 1905 — 2009) — сефардский еврейский предприниматель, основатель и впоследствии почетный президент компании Danone, по имени которого был назван йогурт, ставший всемирно известным.

## Биография
Родился в Салониках (тогда Османская империя) 16 декабря 1905 года. Во время Балканской войны семья перебралась в Каталонию (Испания). Его отец, Исаак Карассо, после Первой мировой войны занялся продажей йогуртов, которые он получал из парижского Пастеровского института. В 1919 в Барселоне он зарегистрировал фирму, которую назвал Danone. На иврите Danon является уменьшительным формой имени Даниэль, но Исаак был вынужден добавить к ней лишнюю букву «е», чтобы обойти запрет правительства на регистрацию в качестве торговых марок собственных имен.
В 1929 Даниэль, учился во Франции, изучая торговлю, и основал Парижское общество по производству йогуртов Danone.
Во время Второй мировой войны компания была переведена в Нью-Йорк, где получила американизированное наименование Dannon Milk Products Inc.
В 1958 штаб-квартира снов снова переехала в Европу, в Париж. При этом Даниэль Карассо передал руководство американским подразделением в руки Джо Метцера, который работал с ним с 1943, с указанием найти для предприятия подходящего покупателя.
В 1959 Dannon Milk Products Inc. была продана компании Beatrice Foods. В течение 1960-х Beatrice осуществила продвижение бренда на запад, увеличив производственные мощности приобретением фабрики в Огайо и Техасе.
Пока компания Dannon развивалась и расширялась в США, Даниэль Карассо и Danone покоряли Европу. Danone объединилась с компанией Gervais (лидером на французском рынке сыров) и группой BSN (существенным производителем стеклянной тары, которое начало работать на рынке продуктов питания).
В 1973 году компания BSN Gervais Danone стала одним из крупнейших пищевых объединений в мире с присутствием в 30 странах мира. Свое лидерство компания удерживает до сих пор и не собирается ослаблять позиции.
Даниэль Карассо до последнего времени активно участвовал в деятельности компании и, в частности, посетил праздничные мероприятия, посвященные 90-летию бренда Danone, которые прошли в начале 2009 в Испании и Франции.
Скончался 17 мая 2009 года.